# Молекулярные пропеллеры

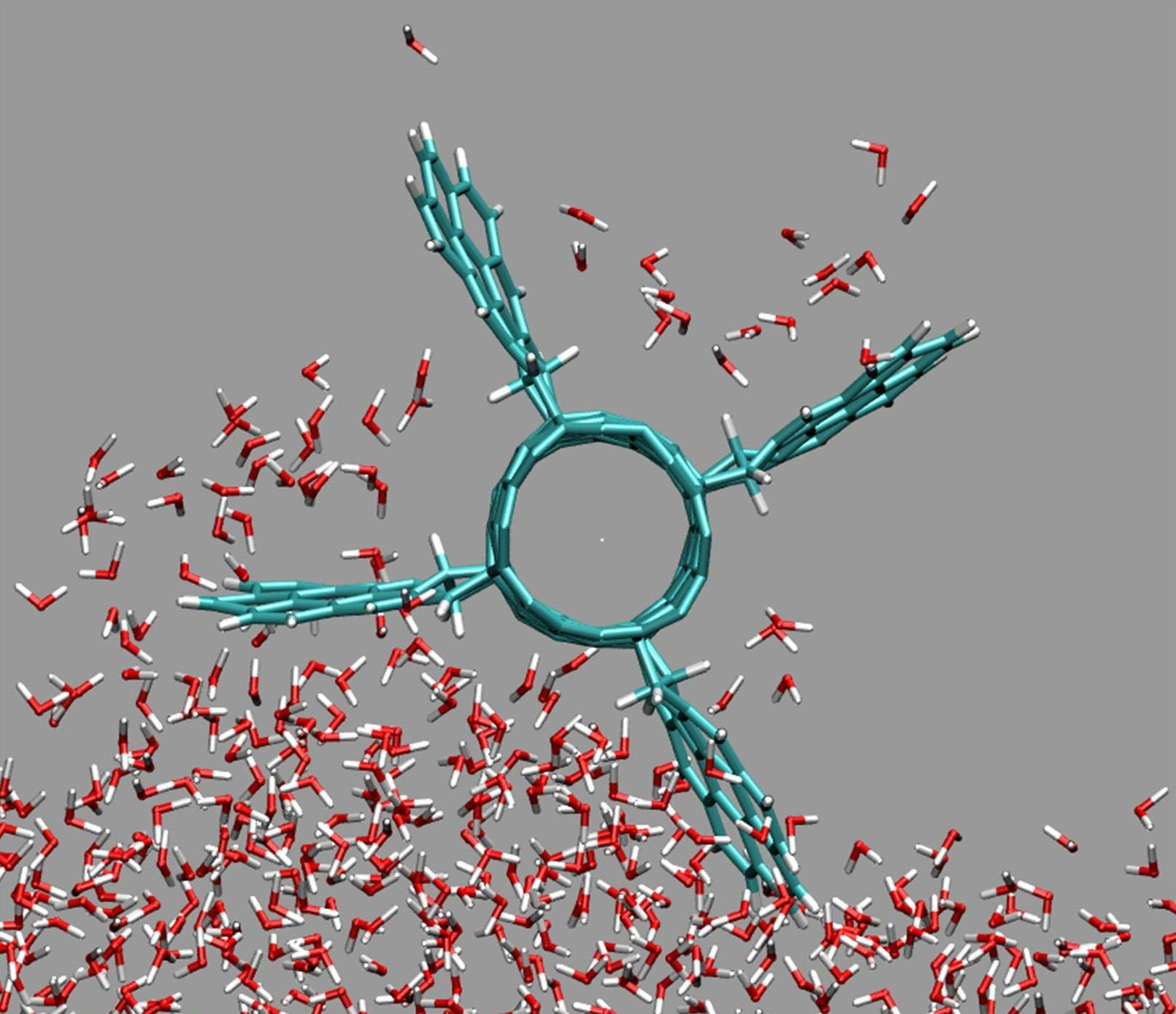
Отталкивание молекул воды от поверхности гидрофобного молекулярного пропеллера

Молекулярный пропеллер — наноразмерное устройство в виде молекулы, способное совершать вращательные движения благодаря своей специфической форме, аналогичной макроскопическим винтам . Молекулярные пропеллеры имеют несколько лопастей молекулярного масштаба, присоединённых к центральному валу, вокруг которого происходит вращение и отстоящих друг от друга на определённый угол.
Молекулярные пропеллеры были спроектированы научной группой профессора Петра Крала в университете Иллинойса в Чикаго. Они представляют собой молекулярные лезвия, формируемые на плоских ароматических молекулах на основе углеродных нанотрубок . Молекулярно-динамическое моделирование показывает, что эти пропеллеры могут служить в качестве эффективных насосов для перекачивания жидкости. Их эффективность накачки зависит от химического состава молекулярных лопаток и самой жидкости. Например, если лопасти гидрофобные, то молекулы воды будут от них отталкиваться и пропеллер будет эффективным насосом для данной жидкости. Если лопасти являются гидрофильными, то молекулы воды наоборот будут притягиваться к концам лопастей. Это может значительно уменьшить прохождение других молекул вокруг пропеллера и приостановить перекачку воды.

## Управление
Молекулярные пропеллеры можно вращать с помощью молекулярных роторов, которые могут быть инициированы с помощью химических, биологических, оптических или электрических средств , или механизмов типа храповика . Сама природа реализует большинство биологических процессов с использованием большого числа молекулярных роторов, таких, как миоцин, кинецин и АТФ-синтаза . Так, например, роторно-молекулярные моторы, содержащие белок используются бактериями в качестве жгутиков для движения.

## Применение
Система из молекулярного пропеллера и молекулярного двигателя может найти применение в нанороботах и использоваться в качестве насоса или двигательного аппарата . Будущее применение этих наносистем возможно в широком диапазоне: от новых аналитических инструментов в области химии и физики, доставки лекарств и генной терапии в области биологии и медицины, передовых нанолабораторий до нанороботов, способных выполнять различные действия на наноразмерном и микроскопическом уровнях.